# Jules Legoux
Pour les articles homonymes, voir Legoux.
Le baron Émile-Bernard-Jules Legoux, né à Saint-Amand-Montrond le 16 novembre 1836 et mort à Bar-sur-Seine le 20 avril 1908, est un magistrat, homme de lettres et homme politique français. Il fut l'un des chefs du parti bonapartiste dans les années 1890.

## Biographie

### Famille
Né à Saint-Amand, rue Lafayette, Jules Legoux est le petit-fils de Bernard Legoux (1763-1845), procureur général près les cours de Dijon, Gênes puis Paris, créé baron le 12 avril 1813. Ce titre de noblesse a été confirmé par lettres patentes de Louis XVIII du 11 novembre 1814.
Jules est le fils de Julien-Camille Legoux (1802-1876), alors préfet de l'Aude, et de Laure-Julie-Alexandrine Monginet (v.1816-1888), issue de la famille champenoise des Monginet-Berthelin.
Le 7 juin 1864, Jules Legoux épouse Lucie-Caroline-Eugénie Chausson, fille d'Henri Chausson, négociant en vins de Champagne. Leur fille, Marguerite-Juliette-Marthe, née en 1865, épouse en 1888 Gabriel-Yves-Olivier-Jean-Marie, vicomte (puis comte) de La Poëze (1861-19..), maire de La Rabatelière.

### Carrière et mandat

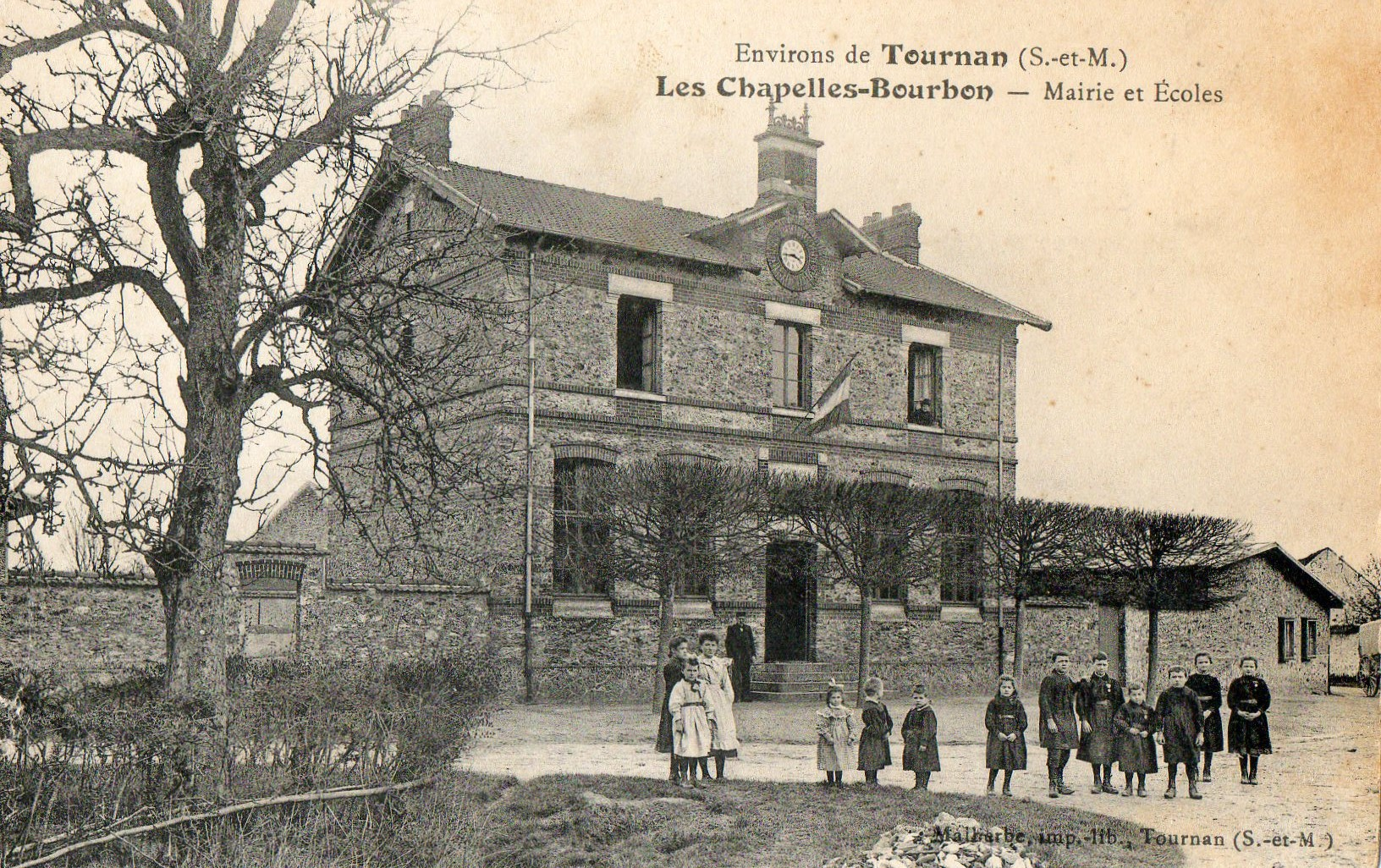
Mairie-école des Chapelles-Bourbon.

Après avoir été élève au lycée Bonaparte, Jules Legoux obtient une licence de droit.
Avocat attaché au parquet du procureur général à Paris, il commence sa carrière dans la magistrature à l'âge de 25 ans, quand il est nommé substitut du procureur impérial à Sainte-Ménehould par un décret du 22 août 1862. Il exerce les mêmes fonctions à Épernay (décret du 26 décembre 1863), avant de devenir procureur impérial à Avallon (décret du 9 janvier 1869) puis à Corbeil (décret du 3 juillet 1869). Les Allemands ayant envahi Corbeil pendant la Guerre franco-prussienne de 1870, Legoux refuse de remplir ses fonctions malgré des menaces d'emprisonnement, déclarant que « jamais [il] ne ferai[t] respecter la loi française sous la pression des baïonnettes prussiennes ». Quelques années plus tard, il est nommé procureur de la République à Chartres (décret du 27 janvier 1876).
En novembre 1877, il devient le chef de cabinet de son ami François Lepelletier, nommé garde des sceaux dans l'éphémère gouvernement Gaétan de Rochebouët. Après la chute de ce dernier, Legoux se retire de la magistrature.
Le 23 janvier 1881, il succède à Charles-François Pigeastre comme maire des Chapelles-Bourbon, village de Seine-et-Marne, où son beau-père a acquis le château et le domaine de Beaumarchais en 1870. C'est sous son mandat que l'actuelle mairie de la commune est élevée selon les plans de Jules Marmottin, architecte de Coulommiers. Legoux publie une monographie des Chapelles-Bourbon en 1886.

### Activités politiques
Militant bonapartiste, partisan du prince Victor, Jules Legoux se présente dans le quartier de la Porte-Dauphine à l'occasion des élections municipales de 1887. Devancé de plus de 300 voix au premier tour par le conseiller municipal sortant, le radical Ernest Deligny, le baron est battu au second tour.
Deux ans plus tard, à l'occasion des élections législatives de 1889, il se porte candidat dans la deuxième circonscription de Troyes avec l'investiture des boulangistes, faisant campagne aux côtés de Millevoye et Laisant. Au premier tour, il arrive en troisième position, avec 2 544 suffrages, derrière le radical Arbouin, rédacteur en chef du Petit Troyen (3 353 voix), et loin derrière l'opportuniste Eugène Rambourgt (5 676). Arbouin se désiste mais il est remplacé par un autre radical, Jules Charonnat, député sortant battu au premier tour dans la circonscription de Nogent-sur-Seine. Cette division des républicains ne profite cependant pas à Legoux, qui ne progresse pas au second tour, obtenant seulement 2 050 voix, derrière Charonnat (4 778 suffrages) et Rambourgt (élu avec 5 757 voix).
En 1890, le baron Legoux succède au général du Barail à la présidence des comités impérialistes (puis « plébiscitaires ») de la Seine, structure où il était le délégué du prince Victor depuis juin 1889. Le 4 novembre 1894, il prend la direction d'un journal hebdomadaire, Le Plébiscite (auparavant Le Signal français, moniteur des comités impérialistes de France).
Sociétaire de l'Association des journalistes parisiens dès 1888, il collabore également, sous ses initiales ou sous divers noms de plume,  à La Patrie, au Courrier du Pas-de-Calais, à L'Ordre, au Peuple français (1879), au Moniteur de la Semaine, au Révisionniste, au Petit Caporal, à L'Aigle, à L'Appel au peuple, au Jockey et à L'Intermédiaire des chercheurs et curieux. Outre ces articles de presse, il est aussi l'auteur de plusieurs saynètes et études de mœurs. Il est membre de la Société des gens de lettres.
Régulièrement réélu dans ses fonctions militantes, il est cependant peu obéi par des bonapartistes peu unis et peu disciplinés. Lors de l'affaire Dreyfus, il est inquiété lors de la répression gouvernementale du mouvement antidreyfusard, subissant une perquisition et un procès, puis il participe à une vaine tentative d'union des ligues nationalistes et monarchistes (21 juin 1899).
Le 6 juillet 1902, le baron Legoux prend sa retraite et démissionne de ses fonctions. Il est remplacé par Léon Chandon après le refus de Charles Faure-Biguet, ce dernier ne voulant pas gêner son père, le général Faure-Biguet, récemment nommé gouverneur militaire de Paris par Émile Loubet.
Jules Legoux meurt le 20 avril 1908 au no 160 de la Grande-Rue de Bar-sur-Seine.
Parmi ses distinctions, on peut relever celles d'officier d'Académie, de commandeur de l'ordre du Médjidié et de l'ordre d'Isabelle la Catholique, de grand officier du Nichan Iftikhar, ainsi que les rangs de chevalier des ordres de Saints-Maurice-et-Lazare, de Vasa et de Notre-Dame de Guadalupe.

## Distinctions
- Officier d'académie
- Chevalier de l'ordre de Vasa

## Œuvres de Jules Legoux
- Du Droit de grâce en France comparé avec les législations étrangères, commenté par les lois, ordonnances, décrets, lettres patentes... depuis 1349 jusqu'en 1865, Paris, Cotillon, 1865.
- Cinq Ans après, saynète en prose jouée par Mme Élise Damain, Paris, Ollendorff, 1883.
- Lettre d'amour, saynète en prose jouée par Mme Jeanne Marni, Paris, Ollendorff.
- Monsieur mon Parrain, saynète jouée par Mlle Durand, Paris, Ollendorff, 1883.
- Le Prétexte, comédie en un acte en prose, créée au Vaudeville le 4 septembre 1883, Paris, Ollendorff, 1883.
- Par Téléphone, saynète jouée par Mlle Thénard de la Comédie-Française, Paris, Ollendorff, 1883.
- Autour d'un Chapeau, saynète jouée par Mlle Suzanne Reichenberg de la Comédie-Française, Paris, Ollendorff, 1884-1908.
- Panoplie : le Drapeau, les deux Clairons, le Casque, l’Épée, illustrations par M. Gérald, Paris, Ollendorff, 1884.
- Les Propos d'un bourgeois de Paris, avant-propos de Robert Mitchell, Paris, Ollendorff, 1885.
- Les Reflets, Paris, Ollendorff.
- Histoire de la commune des Chapelles-Bourbon (Seine-et-Marne), Paris, P. Dupont, 1886.
- Au Feu ! Récit héroïque, Paris, Ollendorff, 1887.
- Pro Patria, Paris, P. Dupont, 1887.
- Hommes et femmes (Les Propos d'un bourgeois de Paris, 2e série), Paris, Ollendorff, 1888.
- Où c'est tout bleu !, petit conte dit par Mlle Suzanne Reichenberg de la Comédie-Française, Paris, J. Strauss, 1890.
- Toast du baron Jules Legoux au banquet du 15 août 1891, Paris, Warmont, [1891].
- Une Patriote, simple récit, Paris, Ollendorff, 1892.
- Banquet du 15 août 1892 : toast, Paris, P. Dupont, 1892.
- Banquet plébiscitaire de Rouen (11 septembre 1892) : discours, Versailles, Cerf, [1892].
- Les Comités plébiscitaires de la Seine : banquet du 15 août 1894 : discours, paris, Lefebvre, [1894].
- Banquet du 15 août 1901 : discours, Montluçon, Herbin, [1901].
- Grande réunion plébiscitaire de Marseille, le 13 janvier 1902 : discours, Montluçon, Herbin, [1902].
- Grande réunion plébiscitaire à Bordeaux, le 9 mars 1902 : discours, Montluçon, Herbin, [1902].
- À Paris et près Paris (1er mars-23 mars 1902) : deux discours, Montluçon, Herbin, [1902].
- Grande réunion des comités plébiscitaires de la Seine en l'honneur du Baron Jules Legoux : discours, Montluçon, Herbin, 1903.